# Писарівська волость (Богучарський повіт)
Писарівська волость — історична адміністративно-територіальна одиниця Богучарського повіту Воронізької губернії з центром у слободі Писарівка.
Станом на 1880 рік складалася 6 поселень, 4 сільських громад. Населення — 4632 особи (2433 чоловічої статі та 2199 — жіночої), 669 дворових господарств.
|                     | Площа, десятин | У тому числі орної, дес. |
| ------------------- | -------------- | ------------------------ |
| Сільських громад    | 5698           | 5026                     |
| Приватної власності | 17996          | 5790                     |
| Іншої власності     | 33             | 33                       |
| Загалом             | 23727          | 10849                    |

Поселення волості на 1880 рік:
- Писарівка — колишня власницька слобода при річці Богучар за 25 верст від повітового міста, 3211 осіб, 506 дворів, православна церква, школа, лікарня, 2 лавки, постоялий двір, шкіряний завод, паровий млин, 27 вітряних млинів, 5 ярмарки на рік.

За даними 1900 року у волості налічувалось 25 поселень із переважно українським  населенням, 4 сільських товариства, 40 будівель та установ, 708 дворових господарств, населення становило 5626 осіб (2825 чоловічої статі та 2801 — жіночої).
1915 року волосним урядником був Матвій Андріанович Пивоваров, старшиною — Андрій  Архипович Ракитянський, волосним писарем — Гнат Петрович Трофімов.